# Radensdorf (Lübben (Spreewald))

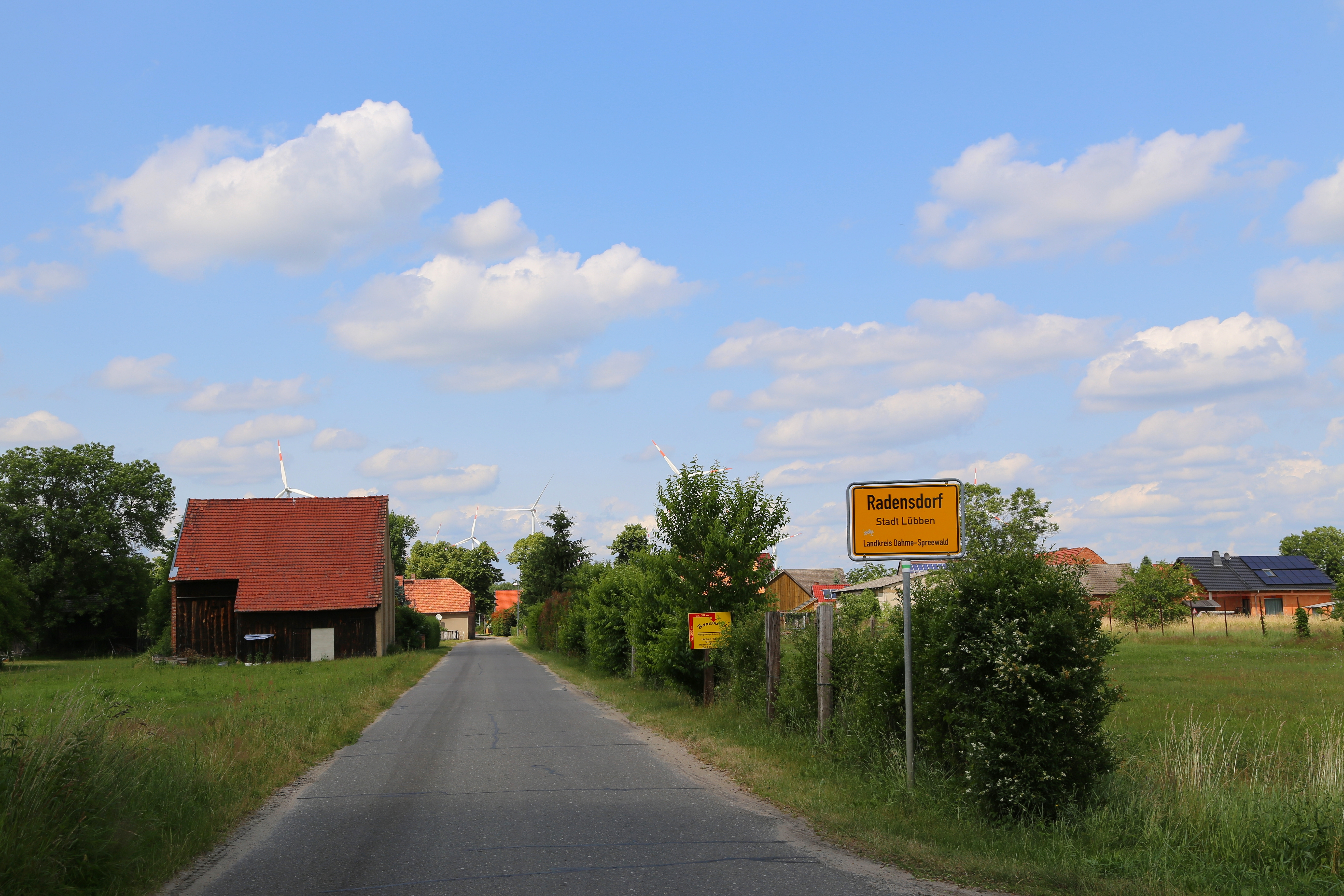
Radensdorf

Radensdorf, niedersorbisch Radom, ist ein Ortsteil der Stadt Lübben (Spreewald) im Süden des Landkreises Dahme-Spreewald in Brandenburg. Bis zur Eingemeindung nach Lübben am 6. Dezember 1993 war Radensdorf eine eigenständige Gemeinde. Radensdorf gehört zum amtlichen Siedlungsgebiet der Sorben/Wenden.

## Lage
Radensdorf liegt in der Niederlausitz und im Spreewald. Nachbarorte sind Biebersdorf (gehört zur Gemeinde Märkische Heide) im Norden, Briesensee (zu Neu Zauche) im Nordosten, Neu Zauche im Osten, Burglehn (zu Alt Zauche-Wußwerk) im Südosten, Lübben (Spreewald) im Westen sowie Börnichen im Nordwesten. Der Ort liegt an der Landesstraße 44.
Südlich von Radensdorf befindet sich die Kaupe Wotschofska, die zum Lübbenauer Ortsteil Lehde gehört.

## Geschichte
Radensdorf wurde im Jahr 1425 erstmals urkundlich erwähnt, entstand aber vermutlich bereits im 13. Jahrhundert als wendische Siedlung. Im Jahr 1552 wurde der Ort als „Radenstorff“ erwähnt. Der Ortsname stammt aus der sorbischen Sprache und leitet sich von dem Personennamen „Radom“ ab.
Bis ins Jahr 1674 orientierte sich Radensdorf an der Herrschaft Neu Zauche und von 1674 bis 1874 am Rentamt Lübben-Neu Zauche. Von 1874 bis 1945 gehörte der Ort verwaltungstechnisch zum Amt Steinkirchen-Hartmannsdorf. Radensdorf gehörte bis zur Zerstörung der Wendischen Kirche in Lübben im Zweiten Weltkrieg zu deren Kirchspiel. Ebenfalls wurden bis zur Anlegung eines eigenen Friedhofes im Jahr 1789/1790 die Toten in Lübben begraben.
Nach dem Wiener Kongress kam die gesamte Niederlausitz und somit auch Radensdorf an das Königreich Preußen. Der Ort gehörte in der DDR zum Kreis Lübben und wurde nach der Wende dem Landkreis Lübben in Brandenburg zugeschlagen. Mit der Kreisreform in Brandenburg am 6. Dezember 1993 wurde Radensdorf nach Lübben (Spreewald) eingemeindet und kam zum neu gebildeten Landkreis Dahme-Spreewald.

## Bevölkerungsentwicklung
| 1875 | 418 | 1939 | 423 | 1981 | 436 |
| 1890 | 438 | 1946 | 573 | 1985 | 514 |
| 1910 | 515 | 1950 | 566 | 1989 | 522 |
| 1925 | 476 | 1964 | 419 | 1992 | 508 |
| 1933 | 438 | 1971 | 388 |      |     |

## Persönlichkeiten
- Lothar Schneider (* 1943), deutscher Karikaturist und Grafiker, lebt in Radensdorf
- Ingrid Richter-Wendel (* 1933), deutsche Schauspielerin, geboren in Radensdorf